# Holothuria (Vaneyothuria)
Sous-genre
Holothuria (Vaneyothuria) est un sous-genre de concombres de mer de la famille des Holothuriidae. 

## Systématique
Historiquement, ce groupe fut proposé par Elisabeth Deichmann (d) en tant que genre à part entière, mais les données scientifiques récentes l'ont placé au rang de sous-genre du vaste genre Holothuria. 

## Liste des espèces
Selon World Register of Marine Species (3 décembre 2016) :
- Holothuria integra Koehler & Vaney, 1908 -- océan Indien profond
- Holothuria lentiginosa von Marenzeller, 1892 -- Atlantique tropical ouest
- Holothuria serishae Thandar, 2025 -- Afrique du sud
- Holothuria sinefibula Cherbonnier, 1965 -- Atlantique sud
- Holothuria suspecta Cherbonnier, 1958 -- Atlantique tropical est
- Holothuria uncia Rowe, 1989 -- Abysses de Tasmanie
- Holothuria zacae Deichmann, 1937 -- Atlantique tropical ouest